# Napoleon: Total War: The Peninsular Campaign
Napoleon: Total War: The Peninsular Campaign is een uitbreiding van het spel Napoleon: Total War. De uitbreiding richt zich op de Spaanse Onafhankelijkheidsoorlog.

## Gameplay
De uitbreiding voegt een nieuwe campaign aan het spel toe die zich bevindt in de 19e eeuw tijdens de Spaanse Onafhankelijkheidsoorlog.
De campaign focust zich op het conflict tussen de Franse troepen aangevoerd door de oudere broer van Napoleon, Jozef Napoleon, en de troepen van Arthur Wellesley. Het is ook mogelijk om als Spanje te vechten voor het behouden van de Spaanse monarchie.
De kaart van de campaign is een vergrote versie van de kaart van het Iberisch Schiereiland uit Napoleon: Total War. De uitbreiding voegt onder andere nieuwe troepen toe, namelijk de Spaanse Guerrilla's, die je automatisch verkrijgt wanneer je als de Spaanse factie een nederzetting verovert. 
Een nieuwe Agent is ook toegevoegd, genaamd de propagandist. Met een propagandist kan je propaganda verspreiden onder de bevolking, waardoor de bevolking van de vijand mogelijk in opstand komt.
Tevens kun je nu handelsroutes tussen je koloniën en je land aanleggen om zo meer rijkdom te verkrijgen. Er zijn ook nieuwe technologieën toegevoegd om te onderzoeken.

## Facties
Er zijn drie facties speelbaar in de campaign, namelijk:
- Het Britse Rijk
- Het Eerste Franse Keizerrijk
- Het Koninkrijk Spanje

Onder de niet speelbare factie valt:
- De Republiek Portugal